# Onthophagus expansicornis
Onthophagus expansicornis là một loài bọ cánh cứng trong họ Bọ hung (Scarabaeidae).